# Zisis Vryzas
Zisis Vryzas (em grego: Ζήσης Βρύζας - Kavála, 9 de novembro de 1973) é um ex-futebolista grego que se destacou no futebol da Itália e da Espanha nos anos 90 e no começo do século XXI.

## Carreira

### Skoda Xanthi
Vryzas iniciou sua carreira ainda muito jovem, aos 18 anos de idade, no Skoda Xanthi, clube onde o seu talento atraiu o interesse dos principais times gregos, da mesma forma que clubes estrangeiros.

### PAOK
Em 1996, Zisis Vryzas assina pelo clube mais popular do norte grego, o PAOK Tessalônica, onde alcançou enorme popularidade entre os torcedores. As mais significativas conquistas de sua carreira no PAOK ocorreram na 1 ª rodada da 2a etapa da Taça UEFA 1997/1998. No jogo contra o Arsenal (1-1 no tempo normal, 2-1 no resultado agregado), ele marcou um gol aos 87 minutos em Highbury, o que resultou em uma histórica qualificação para o PAOK.

### A saída do PAOK e a chegada à Itália
Em 2000, enquanto o PAOK lutava com intermináveis problemas financeiros devido às dívidas e de má gestão das principais partes, Vryzas foi vendido para o Perugia. Pelo clube italiano, ele mais uma vez ganhou popularidade entre os torcedores e começa a sentir uma melhor adaptação ao novo ambiente, o que provou ser um fator-chave para a constante presença do Perugia na Série A, sob a gestão de Serse Cosmi. Seus desempenhos muito positivos com os vermelhos fizeram ele conquistar um contrato mais lucrativo, até o ano de 2003, quando a Fiorentina regressou à Série A, através de duas partidas no playoff de promoção, os florentinos tinham acabado em sexto lugar na Série B, ao mesmo tempo que o Perugia tinha terminado em décimo-quinto lugar na Série A.

### O declínio e a chegada à Espanha
Em 2005, o atacante grego foi emprestado ao Celta de Vigo, com uma opção para o negócio se tornar permanente. Insatisfeito com as parcas atuações no time galego, Zisis partiu novamente para a Itália, desta vez para o Torino, em Janeiro de 2006. Mas o atacante foi pouco aproveitado no Toro, tendo disputados apenas nove partidas e marcando dois gols. A volta à Grécia era questão de tempo para Vryzas.

### O retorno ao Xanthi e ao PAOK e o final de carreira
No Verão de 2006, aos 33 anos de idade, Vryzas retornou à Grécia, para jogar no Skoda Xanthi, clube onde iniciou a carreira. Em Junho de 2007, ele finalmente decidiu retornar ao PAOK, seu "time do coração", assinando um contrato de dois anos. Lá, ele encontrou o seu ex-companheiro de equipa, Theodoros Zagorakis - que tinha apenas "tomado as rédeas do clube". Vryzas declarou, no seu regresso que PAOK, que foi uma escolha emocional, e a o encerramento da carreira ocorreria em um clube que ele amou e o apoiou desde a infância.

## A carreira internacional
Vryzas estreou na Grécia, em outubro de 1994, em um jogo para as eliminatórias da Eurocopa de 1996, contra a Finlândia. A partida terminou 4 a 0 para os helênicos. Marcou seu primeiro gol três meses mais tarde, em um amistoso contra o Chipre, em Larnaca, mas teve de esperar até 2004 para participar na fase final de um torneio.
Apesar de não ser um goleador nato, Vryzas era considerado uma peça importante do time do alemão Otto Rehhagel, que possuía, alem dele, o goleiro Antonis Nikopolidis, seu amigo Theo Zagorakis, Vassilios Tsiartas, entre outros. A consagração de sua carreira foi na final da Eurocopa de 2004, realizada em Portugal, quando a Grécia conquistou o título da competição, vencendo os lusitanos com um gol de Angelos Charisteas.

## Carreira após a aposentadoria
Em 6 de janeiro de 2008, Zisis Vryzas jogou a última partida de sua bem-sucedida carreira num confronto contra o Larissa no Toumba Stadium, onde o PAOK venceu por 1 a 0, com um gol de Lazaros Christodoulopoulos, que dedicou o tento a Vryzas, que o substituiu no minuto 82 do jogo. Foi homenageado pelos fãs, que tiveram tempo de cantar o seu nome, e as homenagens duraram até o fim do jogo, quando Vryzas agradeceu-lhes durante a sua despedida.
Dois dias depois, Vryzas permaneceu no PAOK, agora como Diretor Técnico. Junto com ele veio seu amigo Zagorakis, atual presidente do clube. Durante seus primeiros passos na nova carreira, ele conseguiu levar para as Águias: Pablo Contreras, Zlatan Muslimović, Vieirinha, Lino e Pablo García. Ele conseguiu vender Lazaros Christodoulopoulos (o jogador que dedicou seu gol a Zisis no jogo de despedida do atacante) e Christos Melissis ao Panathinaikos por € 10.000.000 e Daniel Fernandes para o VfL Bochum para € 1.100.000
Em julho, ele continuou trazendo para o PAOK outros seis reforços: Mirko Savini, Olivier Sorlin, Lucio Filomeno, Bruno Cirillo, Mohammed Abubakari e Vasilios Koutsianikoulis.

## Títulos
Perugia
Taça Intertoto da UEFA: 2003
Grécia
Eurocopa: 2004